# Ornithogalum magnum
Ornithogalum magnum là một loài thực vật có hoa trong họ Măng tây. Loài này được Krasch. & Schischk. mô tả khoa học đầu tiên năm 1935.